# Rainer Rappmann
Rainer E. Rappmann (* 13. Dezember 1950 in Karlsruhe) ist ein deutscher Autor, Verleger, Publizist, Veranstalter und Gründer des FIU-Verlags. Er hat Teile des sprachlichen Werkes von Joseph Beuys herausgegeben.

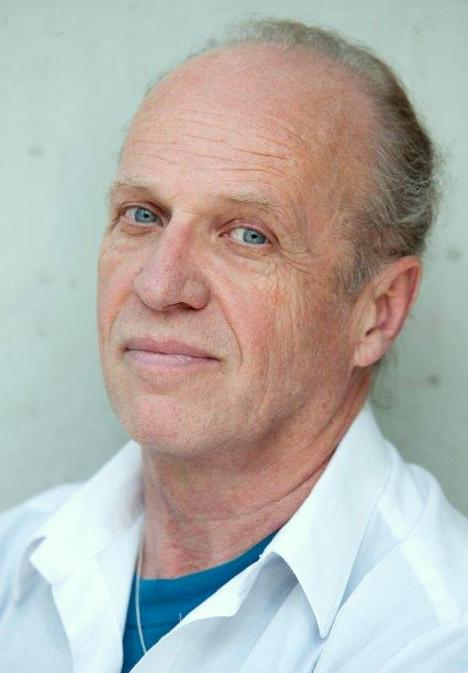
Rainer Rappmann

## Leben
Rainer Rappmann studierte von 1971 bis 1974 an der Erziehungswissenschaftlichen Hochschule in Landau in der Pfalz Kunst, Deutsch und Philosophie. 1974 schloss er seine Examensarbeit mit dem Thema Joseph Beuys und die Veränderung der Gesellschaft, das ein am 7. März 1974 gehaltenes Interview enthält, ab. Nach dem Studium folgte 1975 eine Unterrichtstätigkeit in Berlin. Im Jahr 1976 war er Mitbegründer der „Freien Schule Achberg - Waldorfschule“, später „Freie Waldorfschule Wangen“, an der er von 1977 bis 1982 als Klassenlehrer unterrichtete.
Zusammen mit Johannes Stüttgen entstand 1978 die „Free International University (FIU)-Initiative“ mit einem ersten Produkt für den „FIU-Versand“, der FIU-Postkarte: „Wie dieser Wagen läuft…“. Von 1981 bis 1991 war er Geschäftsführer der „Freien Volkshochschule Argental“ (FVA), die er 1980 mitbegründet hatte. Im Jahr 1991 gründete er den FIU-Verlag.
Rainer Rappmann ist Initiator und Organisator der Achberger Beuys-Symposien sowie des Vereins Soziale Skulptur e.V. Im April 2019 veranstaltete er zusammen mit seiner Frau Annette Rappmann das FEST/Symposion 100 Jahre Dreigliederung in Achberg.
Im Jahr 2021 – dem 100. Geburtstagsjahr von Joseph Beuys – wurde zum 1. Mal das Achberger Beuys-Archiv (Sammlung Rainer Rappmann) im Ulmer Kunstmuseum öffentlich zugänglich gemacht.